# Gerdesiidae
Famille
Les Gerdesiidae sont une famille d'opilions laniatores. On connaît six espèces dans deux genres.

## Distribution
Les espèces de cette famille se rencontrent au Brésil et au Pérou.

## Liste des genres
Selon World Catalogue of Opiliones (14/08/2021) :
- Gerdesius Roewer, 1952
- Gonycranaus Bragagnolo, Hara & Pinto-da-Rocha, 2015

## Publication originale
- Bragagnolo, Hara & Pinto-da-Rocha, 2015 : « A new family of Gonyleptoidea from South America (Opiliones, Laniatores). » Zoological Journal of the Linnean Society, vol. 173, no 2, p. 296–319.